# Forza Motorsport 5
Forza Motorsport 5 je závodní videohra z roku 2013 vyvinutá společností Turn 10 Studios a vydaná společností Microsoft Studios pro Xbox One. Hra byla představena 21. května 2013 během představení Xbox One a byla vydána 22. listopadu 2013.

## Vývoj a hratelnost
Ve hře je 200 vozů od více než 50 výrobců. Vývojáři zvažovali možnost tratí, jako je Nürburgring, které by bylo možné zakoupit jako DLC po uvedení hry na trh, ale místo toho Turn 10 Studios vydalo nové tratě jako bezplatný obsah.
Hráči mohou soutěžit v různých šampionátech, které jsou rozděleny podle regionu výrobce vozidla, stáří vozidla a dalších kategorií. Každý šampionát se skládá z několika závodů. Kromě toho se mohou konat exhibiční závody, což jsou jednotlivé závody. Ceny jsou obecně lepší u mistrovských závodů, zatímco exhibice vyžadují od hráče méně času. Hra nabízí jak multiplayer na rozdělené obrazovce, tak online hraní přes Xbox Live.